# Národná banka Slovenska
De Národná banka Slovenska (NBS) is de centrale bank van Slowakije.
Deze bank is op 1 januari 1993 opgericht. In 2009 werd Národná banka Slovenska onderdeel van de Europese Centrale Bank en behoort tot het Europees Stelsel van Centrale Banken.
Bij deze overgang op 1 januari 2009 is de Slowaakse kroon vervangen door de euro als het wettig betaalmiddel in Slowakije.
Het hoofdgebouw van NBS in Bratislava werd geopend op 23 mei 2002 en is met 111 meter een van de hoogste gebouwen in Bratislava.